# Ronald Hutton
Ronald Hutton (Udhagamandalam, 19 dicembre 1953) è uno storico britannico.
È professore di storia dell'Università di Bristol e occasionalmente un presentatore di documentari o un esperto invitato a discutere di argomenti storici presso la radio e televisione britannica.
La specializzazione del professor Hutton riguarda i secoli XVI e XVII britannici, in particolare la Riforma, le Guerre Civili, la Restaurazione e Carlo II d'Inghilterra. Si è inoltre ampiamente occupato del paganesimo britannico, antico e medioevale e della magia durante le varie epoche, in particolare ciò che riguarda la stregoneria e lo sciamanismo.
Il suo saggio Triumph of the Moon: A History of Modern Pagan Witchcraft ("Il trionfo della Luna: storia della stregoneria pagana moderna") viene considerato fondamentale nello studiare e descrivere la nascita e lo sviluppo della Wicca rivelando il milieu storico, sociale e culturale nella quale si è formata.